# رضا تقوی (دیپلمات)
رضا تقوی (۱۳۱۱ ایران - ۱۳۹۲ سوئیس) سیاستمدار اهل ایران است که سمت رئیس دفتر رئیس‌جمهور را در دوران ریاست‌جمهوری ابوالحسن بنی‌صدر بر عهده داشت.

## تحصیلات و سوابق اجرایی
تقوی دارای مدرک دکترای حقوق از دانشگاه تهران است. او در ۲۹ مهر ۱۳۳۲ به استخدام وزارت فرهنگ درآمد و از ابتدای سال ۱۳۴۲ با عنوان رایزن درجه یک وارد وزارت امور خارجه شد. تقوی به پاس خدماتش در جشن‌های ۲۵۰۰ ساله شاهنشاهی ایران، نشان درجه چهارم همایون را به دست آورده بود. وی در وزارت امور خارجه سمت‌های معاون اداره پنجم سیاسی، سرپرست اداره انتشارات و مدارک، معاون دبیرکل همکاری عمران منطقه‌ای (RCD) و سرپرست اداره هشتم و پنجم سیاسی و نیز مأموریت‌های دبیر کنسولگری ایران در نیویورک، دبیر اول در سفارت ایران در کابل و اسلام‌آباد و رایزن درجه سه در اسلام‌آباد را دارا بوده‌است.
ابوالحسن بنی‌صدر که به ریاست‌جمهوری رسید، یار و دوست نزدیکش رضا تقوی را به ریاست دفتر ریاست‌جمهوری منصوب کرد و به این ترتیب تقوی که آن روزها ۴۷ ساله بود اولین رئیس دفتر رئیس‌جمهوری تاریخ ایران شد. او در کمتر از دوسالی که بنی‌صدر رئیس‌جمهور بود، در این سمت ماند اما با رأی مجلس به عدم کفایت بنی‌صدر و عزل او در خرداد ۶۰، دوران مسئولیت‌های سیاسی و اجتماعی تقوی هم به پایان رسید. تقوی افرادی را که به جبهه ملی، سازمان مجاهدین خلق، حزب رنجبران و دیگر گروه‌ها و سازمان‌های مخالف انقلاب وابسته بودند، گردهم آورده بود. پس از عزل بنی‌صدر، جمهوری اسلامی در گزارشی با عنوان «رئیس دفتر رئیس‌جمهور کیست؟» به بررسی کارنامه سیاسی-اجرایی تقوی پرداخت و به نقل از سید روح‌الله خمینی تیتر زد: 
به آقا گفتم بعضی از افرادی که دور تو جمع شده‌اند گرگ‌هایی هستند که تو را به باد فنا می‌دهند، گوش نکرد…